# Horst Schütz
Horst Schütz, född den 8 maj 1951 i Kassel, är en tysk före detta bancyklist som främst hade framgångar i stayer, där han blev världsmästare 1984 och europamästare 1982 och 1983. Han vann även tre sexdagarslopp.

## Meriter

### Landsväg
1976
Vinnare av etapp 2 i Vuelta a Aragón
1977
Vinnare av etapperna 1, 4b och 5 i Volta a Llevant
Vinnare av etapperna 1 och 6 i Vuelta a Aragón
1979
 Vinnare av poängtävlingen i Deutschland Tour

### Bana
| 1984 Världsmästare i stayer | 1978/1979 2:a i stayer 1979/1980 2:a i stayer 1980/1981 2:a i stayer 1981/1982 Europamästare i stayer 2:a i madison med Roman Hermann 1982/1983 Europamästare i stayer 1984/1985 3:a i stayer | 1980/1981 Vinnare av Zürichs sexdagars (med Roman Hermann) Vinnare av Hannovers sexdagars (med Roman Hermann) 1984/1985 Vinnare av Berlins sexdagars (med Danny Clark) |